# 巴萊山

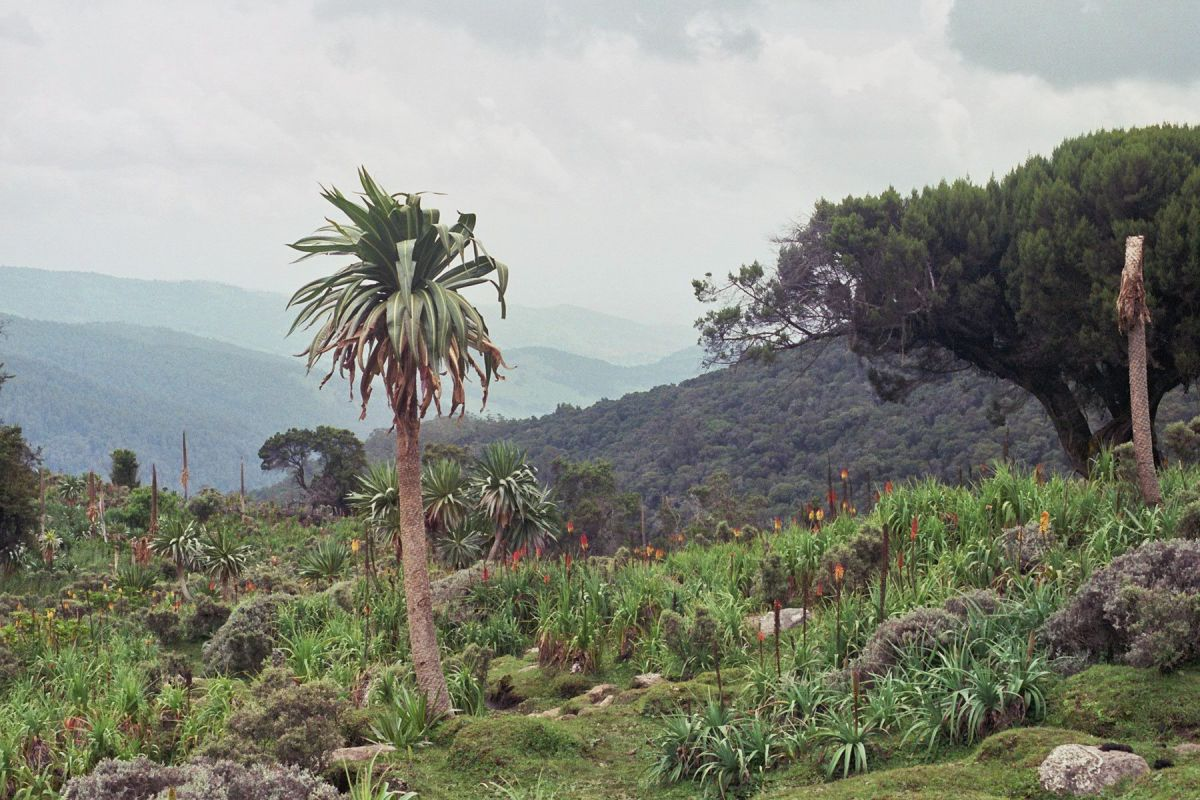

巴莱山是埃塞俄比亞奧羅米亞州巴萊地區的一座山脈，位於該國東南部，在阿瓦什河以南，最高點海拔高度4,377米，該地區設立的巴萊山國家公園面積約2,200平方公里。